# Principio de presunción de inocencia
El principio de inocencia o presunción de inocencia es un principio jurídico penal que establece la inocencia de la persona como regla.
Solamente a través de un proceso o juicio en el que se demuestre la culpabilidad de la persona, podrá el Estado aplicarle una pena o sanción.
La contracara de la presunción de inocencia son las medidas precautorias como la prisión preventiva. En el derecho penal moderno solamente se admiten medidas precautorias cuando hay riesgo de fuga o peligro cierto de que la persona afecte la investigación del hecho de manera indebida.

## La presunción de inocencia en el ámbito de los derechos humanos
La presunción de inocencia es una garantía consagrada en la Declaración Universal de los Derechos Humanos en tratados internacionales sobre derechos humanos como, por ejemplo, la Convención Americana sobre Derechos Humanos o la Convención Europea de Derechos Humanos.

Toda persona acusada de delito tiene derecho a que se presuma su inocencia mientras no se pruebe su culpabilidad, conforme a la ley y en un juicio público en el que se le hayan asegurado todas las garantías necesarias a
su defensa.
Artículo 11 de la Declaración Universal de los Derechos Humanos

Garantías judiciales [...] Toda persona inculpada de delito tiene derecho a que se presuma su inocencia mientras no se establezca legalmente su culpabilidad [...]
Artículo 8 de la Convención Americana sobre Derechos Humanos

El derecho a la presunción de inocencia debe estar presente en todas las fases e instancias del proceso penal. A diferencia del proceso penal en el sistema inquisitivo en el cual bastaba que existiera una denuncia penal en contra de una persona y la referencia de su comisión por dos testigos para que pudiera ponerse en cuestión la reputación del denunciado. Incluso se generaba un mandato de detención.
El Tribunal Europeo de Derechos Humanos declara en una sentencia de fecha 28 de junio de 2011 que el derecho a la presunción de inocencia no se limita a una garantía procesal en materia penal, sino que, además, se exige que ningún representante estatal o autoridad pública declare culpable a una persona antes de que su culpabilidad sea dictaminada por un tribunal.

## Historia

### En el derecho romano
El Digesto de Justiniano del siglo VI (22.3.2) establece, como regla general de evidencia: Ei incumbit probatio qui dicit, non qui negat—"La prueba recae en quien afirma, no en quien niega". Allí se le atribuye al jurista de los siglos II y III, Paulo. Fue introducido en el derecho penal romano por el emperador Antonino Pío.
Un sistema de derecho civil es un sistema jurídico moderno derivado del antiguo sistema jurídico romano (a diferencia del sistema de derecho consuetudinario inglés). La máxima y sus equivalentes han sido adoptados por muchos países que utilizan un sistema de derecho civil, incluidos Brasil, China, Francia, Italia, Filipinas, Polonia, Rumania y España.

### En la Ley talmúdica
Según el Talmud, «todo hombre es inocente hasta que se demuestre su culpabilidad. Por lo tanto, la imposición de rigores inusuales al acusado debe posponerse hasta que su inocencia haya sido impugnada con éxito. Así, en las primeras etapas del juicio, los argumentos en su defensa son tan elaborados como los de cualquier otro hombre enjuiciado. Se renunciaron a las disposiciones solícitas que se habían tomado para proteger a los acusados».

### En la ley islámica
La presunción de inocencia es fundamental para la ley islámica, donde se sostiene firmemente el principio de que la carga de la prueba recae sobre el acusador o demandante, basado en un hadiz documentado por Al-Nawawi. La "sospecha" también está fuertemente condenada, esto también a partir de un hadiz documentado por el Imam Nawawi así como por el Imam Bukhari y el Imam Muslim.
Después de la época de Mahoma, el cuarto califa, Alí Ibn Abi Tálib, también fue citado diciendo: "Evita el castigo prescrito rechazando la evidencia dudosa".

### Derecho europeo medieval
Después del colapso del Imperio romano de Occidente, Occidente comenzó a practicar el derecho feudal, que era una síntesis de aspectos del derecho romano, así como algunas costumbres germánicas según la nueva élite, incluida la culpabilidad presunta. Por ejemplo, el acusado podría probar su inocencia haciendo que doce personas juraran que no podría haber hecho aquello de lo que se le acusaba. En la práctica, esto tendía a favorecer a la nobleza sobre las clases bajas, cuyos testigos corrían el riesgo de ser vistos como menos creíbles.
Las ordalías fueron comunes desde el siglo VI hasta principios del siglo XIII, y se sabe que continuaron hasta el siglo XVII en forma de caza de brujas. Si bien era común en el derecho germánico temprano, la compurgación fue adoptada formalmente en Roma por el Papa Inocencio III en 1215 en el IV Concilio de Letrán, y las pruebas de fuego y agua fueron específicamente prohibidas. Esto fue durante el período de desarrollo del jus commune (Derecho común), el derecho canónico de la Iglesia Católica influyó en el derecho consuetudinario durante el período medieval.
A principios del siglo XIII, Luis IX de Francia prohibió todos los juicios mediante ordalías e introdujo la presunción de inocencia en los procedimientos penales. Esto no duró mucho y el uso institucional de la tortura, llamada "question préalable" y subdividida en "question ordinaire" (tortura leve) y "question extraordinaire" (tortura severa), aplicada a discreción del juez contra individuos sospechosos de un delito, duró hasta vísperas de la Revolución Francesa.

## La presunción de la inocencia en la Revolución Francesa
Se considera a la Declaración de los derechos del hombre y del ciudadano aprobada por la Asamblea Nacional Constituyente francesa el 26 de agosto de 1789, como la primera reglamentación expresa de la presunción de la inocencia, en los sistemas legales del mundo occidental
Todo hombre es considerado inocente hasta que ha sido declarado convicto. Si se estima que su arresto es indispensable, cualquier rigor mayor del indispensable para asegurar su persona ha de ser severamente reprimido por la ley.  Artículo 9 de la Declaración de los derechos del hombre y del ciudadano

## El principio de presunción de inocencia en España
La presunción de inocencia en España está recogida en el art. 24.2 de la Constitución Española. En palabras del Tribunal Supremo, "ha dejado de ser un principio general del derecho que ha de informar la actividad judicial para convertirse en un derecho fundamental que vincula a todos los poderes públicos y que es de aplicación inmediata". Por lo tanto, a toda persona se le presume su inocencia tras una acusación  hasta que no quede demostrada su culpabilidad. Quien acusa tiene que demostrar la culpabilidad del acusado y por tanto el acusado no tiene que demostrar su inocencia, ya que de ella se parte. La carga de la prueba es así de quien acusa.

## Críticas
Una primera crítica al principio viene desde el positivismo criminológico, en cuanto la garantía de presunción de inocencia era una protección excesiva al imputado, en desmedro de la protección de la sociedad contra el delito. Así, Raffaele Garofalo señalaba que no podía invocarse este principio para reducir los supuestos de la prisión preventiva por cuanto debía protegerse a la comunidad de una posible alteración de pruebas que hicieran ilusoria la investigación y sanción de los actos punibles. Por otra parte, desde las doctrinas antiliberales se reprocha, por un lado, que existe un "derecho a la sospecha" que motiva la actuación estatal; por otro, que como todo derecho al debido proceso no pasaba de ser una situación ilusoria ante la mayor o menor libertad del aparato judicial o represor del estado.
Otra crítica al principio es que se construye a partir de una figura abstracta de inculpado y víctima, en circunstancias de que los casos concretos involucran relaciones de desigualdad donde la presunción de inocencia, más que una protección al primero, termina siendo una desprotección al segundo. Esto ha sido reclamado, por ejemplo, en materia de igualdad de género, donde la presunción de inocencia ha sido criticada por no atender la situación de sujeción de las mujeres víctimas de violencia o delitos sexuales cometidos por hombres, por lo que este principio debe ser matizado para compensarlo con la perspectiva de género. Asimismo, en materia de desigualdad económica, se critica que un imputado de mejores recursos pueda tener el mismo trato que uno de menor hacienda, o si la víctima lo es, debido a su capacidad para influir en el resultado del juicio.